# Левый фланг Кавказской линии

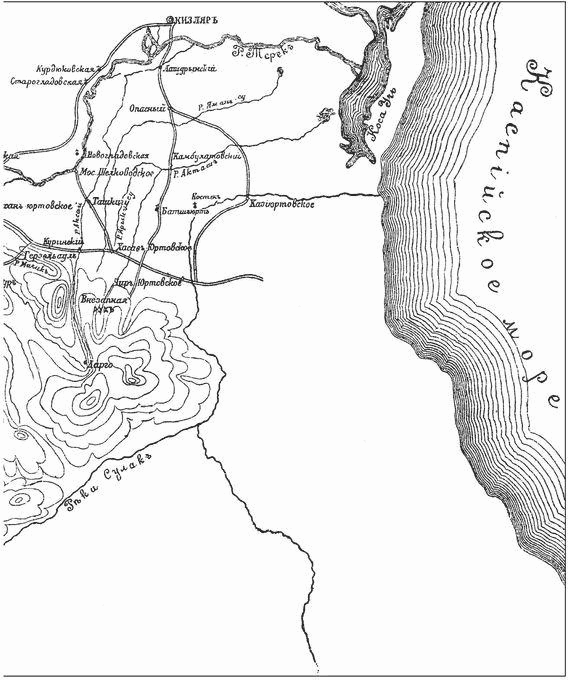
Карта Левого фланга Кавказской линии

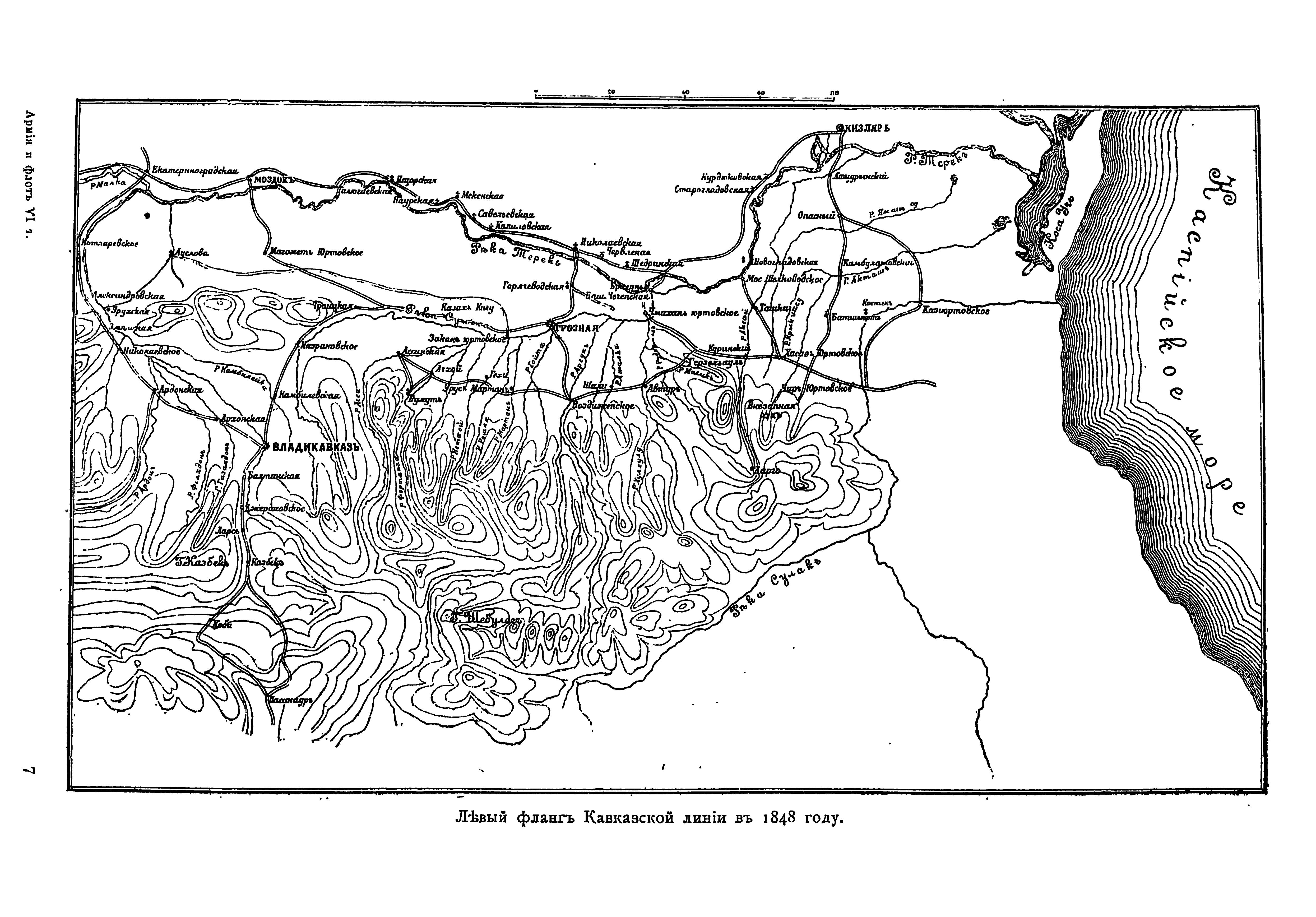
Левый фланг Кавказской линии (карта 1848 года)

Левый фланг Кавказской линии — в 1817 году было начато выдвижение левого фланга Кавказской линии с Терека на юг к Сунже, в среднем течении реки в октябре 1817 была создана крепость Преградный Стан для усиления Назрановского редута, — фактическим началом Кавказской войны считается заложение крепости Преградный Стан.
В 1818 году на реке Сунжа была основана крепость Грозная. В 1819 году была основа крепость Внезапная, а в 1821-м — крепость Бурная, которые впоследствии стали продолжением Сунженской линии.
В 1819 году Грузинский корпус был укреплён до 50 тысяч человек и переименован в Кавказский корпус; к управлению Ермолова перешло и Черноморское казачье войско с численностью до 40 тысяч человек, войско обороняло Кавказскую линию от горцев от устья реки Кубан до реки Лаба.
В 1840 году начальником Левого фланга Кавказской укрепленной линии был назначен Александр Пулло.
На Кавказской линии ситуация была следующей: правому флангу линии была угроза со стороны закубанских черкесов, по центру — от кабардинцев, а напротив левого фланга за Сунжей была территория чеченцев, среди горских племен у них была высокая репутация и авторитет. В это время черкесы были ослаблены внутренними раздорами, у кабардинцев была чума — в первую очередь для царских войск серьёзная опасность угрожала от чеченцев.
В своей докладной записке генерал-майор Пулло пишет следующее:
К управлению начальника левого фланга Кавказской линии отнесено пространство, ограниченное главным хребтом гор, реками Андийским Койсу, Сулаком, Каспийским морем и рр. Тереком и Ассою и Даут-Мартаном. Главное народонаселение этого пространства составляет чеченское племя, самое сильное, буйное и воинственное из всех кавказских народов; их считается до 100 тыс. душ.Пулло